# Fidor Bank
Die Fidor Bank AG i. L. war eine Direktbank mit Sitz in München, die ihren Geschäftsbetrieb Ende 2023 eingestellt hat. Privatkunden konnten über die Bank klassische Bankgeschäfte abwickeln. Geschäftskunden bot Fidor im Rahmen von „Banking-as-a-Service“ die Nutzung der eigenen Plattform an. Auf diese Weise konnten sie selber gegenüber Dritten als Bank auftreten.

## Geschichte
2003 gründete der ehemalige Vorstandschef der Direkt Anlage Bank, Matthias Kröner, zusammen mit dem ehemaligen Privatkundenvorstand der Bayerischen Hypo- und Vereinsbank, Martin Kölsch, die Kölsch Kröner & Co. AG. Im Jahr 2006 erfolgte zunächst die Umfirmierung auf den Namen Fidor AG und später auf Fidor Bank AG. Der Name Fidor leitete sich dabei aus dem Lateinischen ab und kann mit „mir wird vertraut“ übersetzt werden. Das Konzept der Bank sah vor, die Kommunikation mit Kunden digital und unter Nutzung sozialer Medien abzuwickeln.
Im Mai 2009 wurde der Fidor Bank durch die Bundesanstalt für Finanzdienstleistungsaufsicht (BaFin) eine Vollbanklizenz gemäß § 32 des Kreditwesengesetzes erteilt.
Im Jahr 2016 übernahm die französische Bankengruppe BPCE die Fidor Bank für rund 100 Mio. Euro. Damit wollte die BPCE ihre digitale Transformation vorantreiben und weitere Privatkundengeschäft gewinnen. Mit dem gewonnenen Kapital wollte die Fidor Bank AG weiter wachsen, insbesondere im Ausland.
Im Herbst 2018 wurde bekannt, dass die Bankengruppe BPCE den Verkauf erwägt. Nachdem die Verhandlungen über mehrere Monate nur schleppend verlaufen waren, erklärte Matthias Kröner im April 2019 „in beiderseitigem Einvernehmen“ seinen Rücktritt als CEO. Seine Nachfolge trat im Juli desselben Jahres Boris Joseph an.
Ende 2020 wurde die Softwaretochter Fidor Solutions an Sopra Steria verkauft. Das Privat- und Firmenkundengeschäft sollte der US-Finanzinvestor Ripplewood übernehmen. Es war geplant, den Kauf im Lauf des Jahres 2022 abzuschließen. Nach dem Scheitern der Verhandlungen gab BPCE bekannt, das Kundengeschäft einzustellen und die Fidor Bank AG bis Mitte 2024 zu liquidieren.
Im Dezember 2022 verhängte die BaFin eine Geldbuße in Höhe von über 3,75 Millionen Euro gegen die Fidor Bank wegen Verstoßes gegen das Geldwäschegesetz.
Im Mai 2023 wurde angekündigt, das Bankgeschäft am 20. Juli 2023 vollständig einzustellen. Die Kunden wurden aufgefordert, bis zu diesem Termin alle Einlagen auf andere Konten zu überweisen.

## Produkte und Dienstleistungen
Im März des Jahres 2010 begann die Bank ihr Kontoangebot für Privat- und Geschäftskunden. Das Smart-Girokonto ergänzte das klassische Kontoangebot mit Internet-Payment, bargeldlosem Zahlen via Apple Pay und weiteren Banking-Angeboten: Neben Sparbrief, Kreditkarte, Ratenkredit und Anlagen in Fremdwährungen war auch Handel mit Kryptowährungen wie dem Bitcoin möglich. Über die eigene Fidor-Online-Community war Kommunikation der Kunden untereinander und mit Bankmitarbeitern möglich.
Im letzten Quartal 2015 brachte die Bank eine PayPass-fähige Debitkarte von MasterCard auf den Markt sowie eine hochgeprägte Kombikarte, die MasterCard, Maestro-Card und PayPass in einer Karte vereinte.
Das Angebot an Geschäftskunden umfasste Geschäftskonto, PrePaid-Kreditkarte und Finanzierungsprodukte. Die insbesondere für Geschäftskunden wichtige HBCI-Funktionalität wurde nicht angeboten.
Fidor nutzte für den Handel mit Kryptowährungen die Plattformen Bitcoin.de und Kraken.
Am 12. Mai 2016 gab die Telefónica Deutschland Holding ihre Partnerschaft mit der Fidor Bank bekannt, um ihren Kunden ein Smartphone-Konto anzubieten. Das Angebot namens „O2 Banking“ konnte per Videochat eröffnet werden. Die mobile Banking-App war ab Juli 2016 für Android und iOS abrufbar. Diese unterstützte dabei zum Beispiel Apple Pay und bot Sicherheitsfeatures wie Push-Benachrichtigung für Echtzeitüberweisung an. Für die Nutzung der Debit Mastercard erhielten O2-Kunden Highspeed-Datenvolumen als Bonus. Das Bankkonto inklusive Debit Mastercard war kostenlos. Ab dem 1. November 2019 erhob die Fidor Bank ein monatliches Kontoführungsentgelt. Kunden, die mehr als zehn Transaktionen pro Kalendermonat ausführten, erhielten einen Aktivitätsbonus in Höhe des Entgelts gutgeschrieben. Am 30. April 2020 wurde bekannt gegeben, dass Telefónica die Partnerschaft mit Fidor beendet und  „O2 Banking“ mit der Comdirect Bank fortführt.